# Physiologus
Physiologus eller Fysiologus ("naturforskeren") er en naturhistorie fra den ældste kristne tid måske allerede 2. århundrede e.Kr. i
Alexandria, som både indeholder
fortællinger om fantastiske egenskaber
hos eksisterende dyr og fabeldyr samt enkelte planter og sten. Teksten er
dogmatisk og moralsk. Den var forløberen for middelalderens bestiarier.
Bogen er skrevet på græsk., Den blev tidligt oversat eller bearbejdet til næsten alle den gamle
verdens sprog: ætiopisk, syrisk, arabisk,
armenisk, serbisk, rumænsk, latin omkring 400,
angelsaksisk, islandsk, højtysk, fransk, provencalsk,
italiensk m.m.
De mærkeligste af dens fabler er fortællingerne om
- Pelikanen, der kalder sine unger til live ved sit eget blod; type på Jesus, som gav sit blod for menneskene
- Føniks, der opbrænder sig selv på alteret i solens tempel, men opstår på tredje dagen af sin aske; sindbillede på Jesu opstandelse)
- Lækatten, der undfanger gennem munden, men føder gennem øret; type på de ugudelige, som modtager den guddommelige sæd, men lader den gå ud af øret)
- Enhjørningen, der kun kan fanges af en jomfru; type på Jesus jomfrufødsel)
- Salamanderen, der slukker ild ved at gå gennem den; jævnfør fortællingen om de tre mænd i Daniels Bog, kap. 3)

Physiologus har haft stor betydning ved at dens
fortællinger har påvirket den
middelalderlige fabeldigtning m.m., ligesom den
har spillet en stor holle i den kristelige kunsts
symbolik.
Litteratur anvendt af V. Dahlerup i Salmonsen:
Verner Dahlerup: "Physiologus i to islandske Bearbejdelser" i Aarbøger for nordisk Oldkyndighed, 1889
F. Lauchart: Geschichte des Physiologus, Strassburg 1889
E. Walberg: Le Bestiaire de Philippe de Thaun, Lund 1900
Se også
- Bestiarium, middelalderens "dyrebog"